# 女商一代 やらいでか!
『女商一代 やらいでか!』（じょしょういちだい やらいでか）は、花登筺による小説、及びそれを原作としたドラマ化作品である。

## 概要
新関西新聞に連載され、1979年より全3巻。類稀な商才を持つ女性の女商一代記。

## TVドラマ
1981年1月5日〜9月25日に東海テレビの昼ドラマ枠にて放送された。放送開始直後は好評だったが、引き伸ばしを重ねてゆくうちに視聴率が落ちてしまい、花登筺にとっては心労による胃潰瘍の原因となったドラマだったと、星由里子に語られている。

### キャスト
- ほき ………………… 藤山直美
- 少女時代のほき …… 駒田真紀
- 剛三郎 ……………… 目黒祐樹
- 徳左衛門 …………… 内田朝雄
- 孝助 ………………… 髙田次郎
- おせき ……………… 原田英子
- 陳 …………………… 関敬六
- ふみ香 ……………… 土田早苗
- 蟹 …………………… 石井均
- さよ ………………… 真木洋子
- 彦兵衛 ……………… 大友柳太朗
- 辰吉 ………………… 寺田農
- 清次郎 ………………  仲真貴
- 円造 ………………… 小林勝彦
- 女房くめ …………… 小沢寿美恵
- おせい ……………… 加藤和恵
- 徳之助 ……………… 入川保則
- 久美子 ……………… 相原友子
- 宮地 ………………… 宗方勝巳
- おはり ……………… 森明子
- 楊 …………………… 南利明
- 作造 ………………… 三浦策郎
- 竹 …………………… 田中直行
- おあま ……………… 臼間香世
- お花 ………………… 高橋マキ
- こあま ……………… 京まいこ
- 虫 ……………………  喜多信夫
- 佐助 ………………… はなとまめ
- お玉 ………………… 石井加子
- コマ ………………… 池田澄男
- 石 …………………… 谷口和生
- 玉造 ………………… 立岡晃
- 玉造の女房 ………… 春江ふかみ
- 千代 ………………… 雪代敬子
- 富造 ………………… 内田喜郎
- 岩木 ………………… 上田忠好
- 伊助 ………………… 今西正男
- 都屋 ………………… 西川ひかる
- 蓬莱屋 ……………… 早川雄三
- 白粉屋 ……………… 早崎文司
- 鶴里屋 ……………… 天草四郎
- 鶴里屋の女房 ……… 牧野和子
- 甘味屋 ……………… 松下達夫
- 三河屋 ……………… 阪脩
- 王 ……………………  横山あきお
- 武藤 ………………… 永井秀明
- 坂田 ………………… 富田浩太郎
- 河合 ………………… 須永慶
- 田中 ………………… 堀勝之祐
- 横山 ………………… 森幹太
- 籔内 ………………… 河村弘二
- 松田 ………………… 奥野匡
- 田原強馬 …………… 中庸介
- 黒梅の親分 ………… 伊達三郎
- 黒梅の子分 ………… 西田良
- 黒梅の子分 ………… 塩見三省
- 黒梅の子分 ………… 宮城健太郎
- 花駒 ………………… 福山象三
- 花駒の子分 ………… 小沢象
- 花駒の子分 ………… 亀山達也
- すず …………………  丘ゆり子
- おすみ ……………… 市川千恵子
- いち ………………… 池田道枝
- 美和 ………………… 藤山律子
- おさち ……………… 藤村薫
- こりん ……………… 中條郷子
- 円次 ………………… 高田直久
- 吾助 ………………… 宇南山宏
- 雨宮 ………………… 近藤準
- 瀬戸 ………………… 湊俊一
- 吉野 ………………… 纓片達雄
- 職工長 ……………… 中島元
- 番頭 ………………… 大久保正信
- 番頭 ………………… 山崎満
- 手代 ………………… 汐見直行
- 手代 ………………… 加賀谷純一
- 巡査 ………………… 山下啓介
- 巡査 ………………… 平井高雄
- 医者 ………………… 村瀬正彦
- 医者 ………………… 谷津勲
- 芸者 ………………… 伊倉一恵
- 仲居 ………………… 芦沢孝子
- 駄菓子屋 …………… 沼波輝枝
- 駄菓子屋 …………… 八代駿
- 出前持 ……………… 千葉繁
- 丁稚 ………………… 伊藤正人
- 丁稚 ………………… 杉本隆
- 代言人 ……………… 金田龍之介
- 高城淳一
- 吉田豊明
- 野村信次
- 梶哲也
- 青柳文太郎
- 伊藤正博
- 秋元羊介
- 古川慎
- 小林トシ江
- 太田淑子
- 森康子
- 小野敦子
- 大原穣子
- 加藤土代子
- 沢柳迪子
- 飯田テル子
- 安田洋子

### スタッフ
- 演出:橋本信也、大西博彦
- 脚本:花登筺
- 制作：東海テレビ、東宝株式会社

| 東海テレビ制作 昼ドラマ             | 東海テレビ制作 昼ドラマ                       | 東海テレビ制作 昼ドラマ                     |
| 前番組                              | 番組名                                        | 次番組                                      |
| ----------------------------------- | --------------------------------------------- | ------------------------------------------- |
| 江差の女 （1980.9.29 - 1980.12.30） | 女商一代 やらいでか! （1981.1.5 - 1981.9.25） | 続・ぬかるみの女 （1981.9.28 - 1981.12.29） |